# آشپزی باستانی مایا

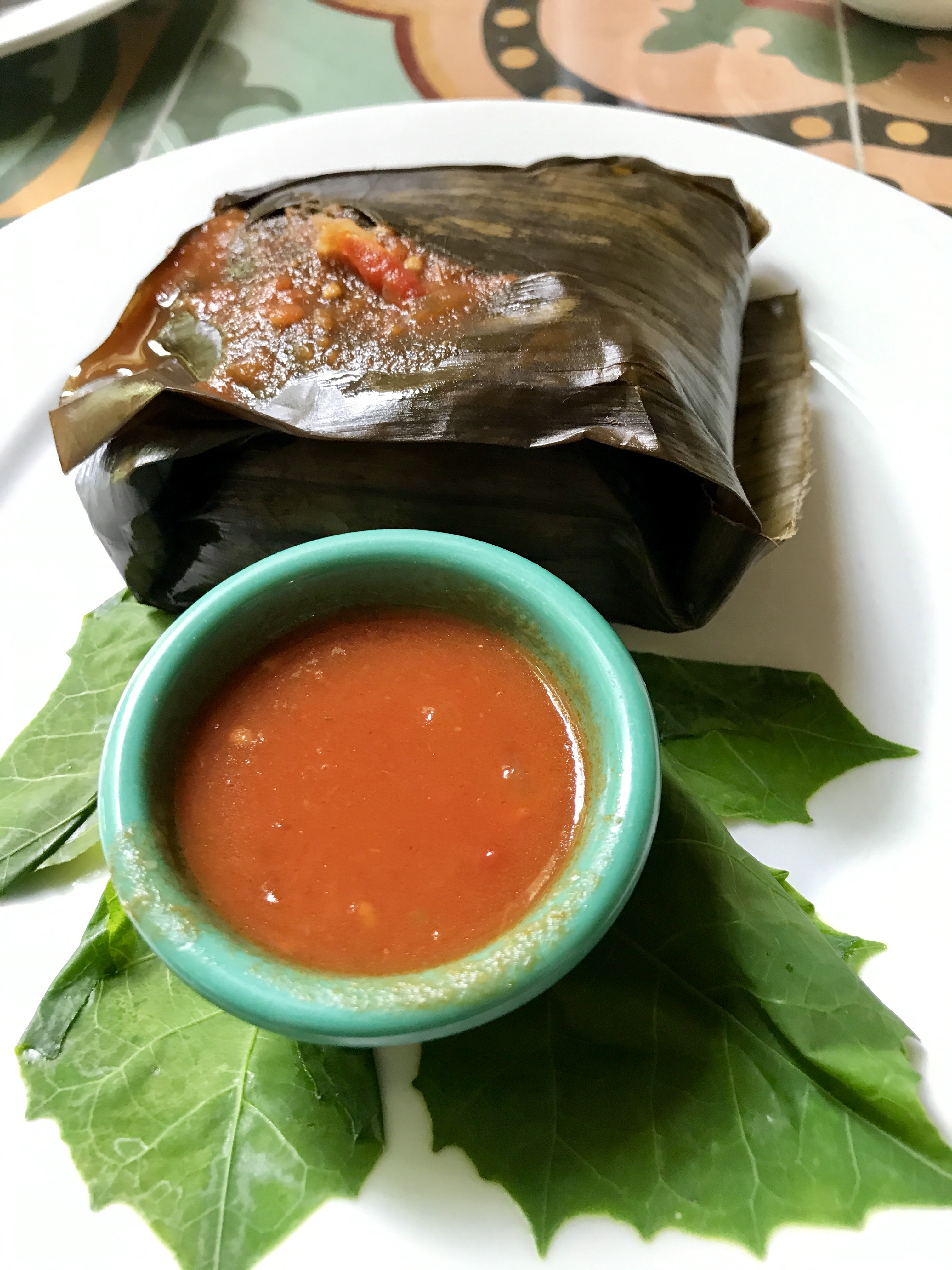
تامال کولادو غذای معمولی مایا، خمیر ذرت مخلوط شده با گوشت بوقلمون و سبزیجات، پیچیده شده و پخته شده در برگ موز

آشپزی باستانی مایا (انگلیسی: Ancient Maya cuisine) متنوع و وسیع بود. گونه‌های مختلف بسیاری از مواد اولیه، از قبیل مواد غذایی دریایی، گونه‌های گیاهی و انواع جانوران مصرف می‌شد، و غذا از طریق راه کارهایی همچون شکار، غذایابی و کشاورزی در مقیاس بزرگ، تولید می‌شد یا بدست می‌آمد. بومی سازی گیاهان بر چند مواد غذایی اصلی متمرکز شده بود، که مهم‌ترین آنها ذرت بود.
بخش عمده ای از موجودی غذای باستانی مایا، در مزارع کشاورزی و باغ جنگلی، معروف به پت کوت، رشد می‌یافت. این سیستم نام خود را از سنگ‌های پت (پت به معنی «مدور» و کوت «دیواری از سنگهای لق») گرفته شده‌است، که طیق معمول باغ را محصور کرده بود.